# Acoplamento mínimo
Na mecânica analítica e a teoria do campo quântico, o acoplamento mínimo refere-se a um acoplamento entre os campos que envolve apenas a carga de distribuição e não mais multipolar momentos da distribuição de carga. Esse acoplamento mínimo está em contraste com, por exemplo, acoplamento de Pauli, o que inclui o momento magnético de um elétron diretamente no Lagrangiano.

## Eletrodinâmica
Na eletrodinâmica, o acoplamento mínimo é adequado para considerar todas as interações eletromagnéticas. Momentos mais altos de partículas são conseqüências do acoplamento mínimo e o spin diferente de zero.
Matematicamente, o acoplamento mínimo é obtido subtraindo a charge ({\displaystyle q}) vezes o quadripotencial ({\displaystyle A_{\mu }}) do quadrimomento ({\displaystyle p_{\mu }}) no Lagrangiano ou Hamiltoniano:
{\displaystyle p_{\mu }\mapsto p_{\mu }-q\ A_{\mu }}
Veja o artigo de mecânica hamiltoniana para obter uma derivação completa e exemplos. (Retirado quase literalmente da Interacção Lagrangeana de Doughty, pg. 456)

## Inflação
Em estudos de inflação cosmológica, o acoplamento mínimo de um campo escalar, geralmente, refere-se a um acoplamento mínimo para a gravidade. Isso significa que a ação para o campo inflaton {\displaystyle \varphi } não está acoplado ao  escalar de curvatura. Somente o seu acoplamento a gravidade é o acoplamento com o invariante de Lorentz medida {\displaystyle {\sqrt {g}}\,d^{4}x} construído a partir da métrica (em unidades de Planck):
{\displaystyle S=\int d^{4}x\,{\sqrt {g}}\,\left(-{\frac {1}{2}}R+{\frac {1}{2}}\nabla _{\mu }\varphi \nabla ^{\mu }\varphi -V(\varphi )\right)}
onde {\displaystyle g:=\det g_{\mu \nu }}, e utilizando o derivativo de calibre covariante.

## References
1. ↑  Doughty, Noel (1990). Lagrangian Interaction. [S.l.]: Westview Press. ISBN 0-201-41625-5
2. ↑  Richard S. Palais, The Geometrization of Physics (1981)Notas de Aula, Instituto de Matemática, Universidade Nacional Tsing Hua
3. ↑  M. E. Mayer, "Review: David D. Bleecker, Gauge theory and variational principles", Bull. Amer. Math. Soc. (N.S.) 9 (1983), no. 1, 83--92
4. ↑  Alexandre Guay, Geometrical aspects of local gauge symmetry (2004)